# دانیل هاگتون
دانیل هاگتون (انگلیسی: Daniel Hoghton؛ ۲۷ اوت ۱۷۷۰ – ۱۶ مه ۱۸۱۱) فرد نظامی اهل پادشاهی متحد بریتانیای کبیر و ایرلند بود.